# Hmelnickiji terület
Hmelnickiji terület (ukránul: Хмельницька область, magyar átírásban: Hmelnicka oblaszty) korábban, 1954-ig Kamjanec-pogyilszkiji terület – közigazgatási egység Ukrajna nyugati részén, székhelye Hmelnickij. Területe 20,6 ezer km², becsült népessége 2021. január 1-jei állapot szerint 1 243 787 fő. Északon a Rivnei, nyugaton a Ternopili, délen a Csernyivci, keleten a Zsitomiri és a Vinnicjai területtel határos. 1937. szeptember 22-én hozták létre Kamjanec-Pogyilszkij terület néven, majd 1954-ben kapta meg a jelenleg is használt nevét.

## Földrajz
A Podóliai-hátságon fekvő terület felszíne enyhén délnek lejt, a Dnyeszter folyó völgye felé. Az eredeti erdőssztyeppet napjainkra szinte teljesen felszántották, az ennek nyomán pusztító árkos talajerózió a vízmosások kiterjedt rendszerét alakította ki.

## Közigazgatási beosztása
A terület a 2020-as ukrajnai közigazgatási reform után három járásra tagolódik:
- Hmelnickiji járás
- Kamjanec-pogyilszkiji járás
- Sepetyivkai járás

A járások mellett a területen hat járási jelentőségű város található, amelyek közvetlenül a területi vezetésnek vannak alárendelve. Ezek a városok:
- Kamjanec-Pogyilszkij
- Netyisin
- Szlavuta
- Sztarokorosztyantinyiv
- Hmelnickij
- Sepetyivka

A járások alatti közigazgatási szinten 60 önálló területi önkormányzattal rendelkező község (hromada) található. Ezek közül 13 városi, 22 városi típus és 25 falusi község. A területen 1451 település van, közülük 37 város, vagy városi típusú település, valamint 1414 falu.

## Gazdaság
A terület gazdasági életére a mezőgazdaság túlsúlya jellemző, a lakosság fele falvakban él. A vidék Ukrajna legfontosabb cukorrépa-termelő térsége. A gabonafélék, főként az őszi búza és kukorica, valamint a napraforgó, zöldségfélék és a dohány ugyancsak fontos haszonnövények itt. Fejlett a tejgazdálkodás, sertéstenyésztés és gyümölcstermesztés, főleg a Dnyeszter folyó völgyében.
Települései a székhelytől, Hmelnickijtől eltekintve többnyire kicsik és főként mezőgazdasági termékek feldolgozásával foglalkozik.
A terület legjelentősebb ipari létesítménye a Netyisin mellett fekvő hmelnickiji atomerőmű.